# غافين ليستير
غافين ليستير (بالإنجليزية: Gavin Lester)‏ هو لاعب دوري الرغبي أسترالي، ولد في 5 يناير 1977 في سيدني في أستراليا.